# Vejrum Sogn (Viborg Kommune)
 For alternative betydninger, se Vejrum Sogn. (Se også artikler, som begynder med Vejrum Sogn)
Vejrum Sogn er et sogn i Viborg Østre Provsti (Viborg Stift).
I 1800-tallet var Viskum Sogn og Vejrum Sogn annekser til Ørum Sogn. Alle 3 sogne hørte til Sønderlyng Herred i Viborg Amt. Ørum-Viskum-Vejrum sognekommune blev ved kommunalreformen i 1970 indlemmet i Tjele Kommune, som ved strukturreformen i 2007 indgik i Viborg Kommune.
I Vejrum Sogn ligger Vejrum Kirke.
I sognet findes følgende autoriserede stednavne:
- Korreborg Bæk (vandareal)
- Vejrum (ejerlav)
- Vejrum Hede (bebyggelse)
- Vejrum Nørremark (bebyggelse)
- Vejrumbro (bebyggelse)